# Stary Las (województwo opolskie)
Stary Las (niem. Altewalde) – wieś w Polsce, w województwie opolskim, w powiecie nyskim, w gminie Głuchołazy.
Wieś leży nad źródliskami Kamienicy w obrębie Przesieki Sudeckiej. Zabudowa miejscowości ma charakter ulicówki.

## Nazwa
12 listopada 1946 r. nadano miejscowości polską nazwę Stary Las.

## Historia
Najstarsze znane wzmianki o miejscowości Waldow pochodzą z 1249 r. z dokumentu bpa wrocławskiego Tomasza I. W dokumencie tym informuje się o transakcji między bpem a rycerzem o imieniu Smilo, w której duchowny przekazał Waldow oraz dwie inne miejscowości wspomnianemu rycerzowi. Kolejna informacja o miejscowości pochodzi z 1284 roku. Jest to zapis o konflikcie między biskupem Tomaszem II a księciem Henrykiem IV Prawym – biskup pragnął odzyskać od księcia Stary Las oraz 64 inne miejscowości. Henryk IV nie chciał jednak zgodzić się na to i nakazał wybudowanie na skraju miejscowości zamku obronnego, z którego napadał na pobliskie ziemie biskupie. Poskromcą tej „kłótni” został dopiero cesarz, który w 1288 r. zmusił księcia do poddania się i zburzenia zamku. Następna informacja o miejscowości pochodzi z dokumentu kościelnego z 1300 roku, będącego spisem gospodarstw i innych instytucji w Starym Lesie; miejscowość została w nim wymieniona pod nazwą Antiquum Waldow i składa się wówczas z 49 gospodarstw, kościoła, gospody i młyna.
19 sierpnia 1757 roku, miejscowość odwiedził, podczas jednego ze swoich objazdów, Fryderyk II Wielki z synami; podczas pobytu dopytywał się o stan wioski, wielkość, liczbę urodzeń i zgonów. W 1782 r. miejscowość posiadała kościół z zabudową plebanijną, szkołę, 21 dużych gospodarstw i 49 mniejszych, młyn wodny i 3 kowali. Liczba mieszkańców wynosiła 693. Kolejne lata przyniosły rozwój miejscowości, liczba mieszkańców kształtowała się od 1440 osób w 1855 r. do 1145 w 1939 roku. Przez Stary Las wiodła trasa tzw. marszu śmierci. Na cmentarzu parafialnym znajduje się mogła z 46 zamordowanymi więźniami obozu Auschwitz-Birkenau.
W 1945 r. miejscowość została włączona do Polski. Ludność niemiecka została przesiedlona do Niemiec, a jej miejsce zajęła ludność polska, przybyła z południowych, wschodnich i centralnych rejonów Rzeczypospolitej.

## Zabytki
Do wojewódzkiego rejestru zabytków wpisane są:
- kościół par. pw. św. Marcina, z XIII/XIV w., 1913 r., wypisany z księgi rejestru
- plebania, z XVIII w.
- zbiorowa mogiła ofiar hitlerowskich, na cmentarzu rzym.-kat.
- dom - chałupa nr 49, drewniana, z XVIII w., XIX w. (przeniesiony do Muzeum Wsi Opolskiej)
- dom - chałupa nr 58, drewniany, z XVIII w. (przeniesiony do Muzeum Wsi Opolskiej)

## Turystyka
15 lipca 2010, w ramach organizowanego w Prudniku VI Europejskiego Tygodnia Turystyki Rowerowej, w którym wzięli udział rowerzyści z całej Europy, przez Stary Las prowadziła trasa „Szlakiem błogosławionej Marii Luizy Merkert”.